# On Stage and in the Movies
On Stage and in the Movies — седьмой студийный альбом американской певицы Дайон Уорвик, выпущенный в 1967 году на лейбле Scepter Records. Продюсерами альбома стали Берт Бакарак и Хэл Дэвид Примечательно, но впервые на альбоме Уорвик не было ни одной песни их авторства.
Пластинка смогла достичь лишь 169 места в чарте Billboard Top LPs, куда большим успехом она пользовалась в чарте Hot R&B LPs, сумев подняться до 11 места.

## Отзывы критиков
| Оценки критиков               | Оценки критиков |
| Источник                      | Оценка          |
| ----------------------------- | --------------- |
| AllMusic                      | [ 4 ]           |
| Encyclopedia of Popular Music | [ 5 ]           |
| The Rolling Stone Album Guide | [ 6 ]           |

В издании Cash Box написали: «Популярной певице Дайон Уорвик, возможно, предстоит долгое путешествие по чартам со своим последним альбомом. Набор представляет собой потрясающую коллекцию хитов сцены и кино. Дайон действительно на пике своей формы в этом сете. Внимательно выслушайте его».

## Список композиций
| №  | Название                                           | Автор(ы)                                                        | Длительность |
| -- | -------------------------------------------------- | --------------------------------------------------------------- | ------------ |
| 1. | «Summertime»                                       | Джордж Гершвин, Айра Гершвин, Дюбос Хэйвард                     | 2:58         |
| 2. | «You’ll Never Walk Alone»                          | Ричард Роджерс, Оскар Хаммерстайн II                            | 4:07         |
| 3. | «My Favorite Things»                               | Ричард Роджерс, Оскар Хаммерстайн II                            | 2:55         |
| 4. | «Something Wonderful»                              | Ричард Роджерс, Оскар Хаммерстайн II                            | 2:27         |
| 5. | «One Hand, One Heart» / «With These Hand» (Medley) | Стивен Сондхайм, Леонард Бернстайн / Эбнер Сильвер, Бенни Дэвис | 3:59         |

| №   | Название                                   | Автор(ы)                    | Длительность |
| --- | ------------------------------------------ | --------------------------- | ------------ |
| 6.  | «The Way You Look Tonight»                 | Дороти Филдс, Джером Керн   | 2:29         |
| 7.  | «He (She) Loves Me»                        | Джерри Бок, Шелдон Харник   | 2:21         |
| 8.  | «I Believe in You»                         | Фрэнк Лоэссер               | 2:25         |
| 9.  | «Baubles, Bangles, & Beads»                | Роберт Райт, Джордж Форрест | 2:47         |
| 10. | «Anything You Can Do» (with Chuck Jackson) | Ирвинг Берлин               | 2:18         |
| 11. | «My Ship»                                  | Айра Гершвин, Курт Вайль    | 3:17         |

## Чарты
| Чарт (1967)                            | Высшая позиция |
| -------------------------------------- | -------------- |
| США (Billboard 200)                    | 169            |
| США (Billboard Top R&B/Hip-Hop Albums) | 11             |